# Conferenza episcopale vetero-cattolica internazionale
La conferenza episcopale vetero-cattolica internazionale o conferenza episcopale internazionale dell'Unione di Utrecht ((DE)  Internationale Bischofkonferenz o  IBK, (EN)   International Old Catholic Bishops' Conference o  IBC) è la convocazione dei vescovi delle Chiese vetero-cattoliche d'Europa in comunione con l'arcivescovo di Utrecht. È simile alla conferenza di Lambeth nella comunione anglicana e come questa non è un corpo legislativo.
La conferenza episcopale internazionale fu fondata nel 1889 dai vescovi della Chiesa vetero-cattolica dei Paesi Bassi, della diocesi cattolica per i veterocattolici in Germania, e della Chiesa cattolica cristiana svizzera.
Secondo l'Unione di Utrecht, le principali responsabilità della conferenza episcopale internazionale sono:
- mantenere la comunione tra le Chiese vetero-cattoliche dell'Unione di Utrecht
- prendere decisioni in materie controverse in tema di fede e comportamenti etici correlati e di ordine interno alla Chiesa
- produrre dichiarazioni in materia di fede e principi di base nel nome dell'Unione di Utrecht in certe situazioni
- regolare le relazioni con le altre Chiese e comunioni religiose
- accettare una chiesa nell'Unione di Utrecht
- accettare un vescovo al proprio interno.

La conferenza si riunisce ogni anno.

## Membri

### Presidente e segretario
Presidente: Joris Vercammen, arcivescovo di Utrecht, con delega per la Francia

Segretario: Fritz-René Müller, vescovo emerito della Chiesa cattolica cristiana svizzera (delegato per l'Italia)

### Altri vescovi ordinari
Austria: John Ekemenzie Okoro

Germania: Matthias Ring

Haarlem: Dirk Schoon, con delega per la Scandinavia

Repubblica ceca: Dušan Hejbal

Svizzera: Harald Rein

Varsavia: Wiktor Wysoczański

### Vescovi emeriti

#### Con delega
Austria: Bernhard Heitz, delegato per la Croazia

#### Senza delega
Breslavia: Wiesław Skołucki

Cracovia-Częstochowa: vacante

Deventer: vacante

Germania: Joachim Vobbe

Haarlem: Teunis Horstman

Svizzera: Hans Gerny

Utrecht: Antonius Jan Glazemaker (è anche vescovo emerito di Deventer)